# 長風公園駅
座標: 北緯31度13分40秒 東経121度23分29秒 / 北緯31.22768度 東経121.3915度
長風公園駅（ちょうふうこうえんえき）は中華人民共和国上海市普陀区大渡河路と雲嶺東路の交差点に位置する上海軌道交通15号線の駅である。2021年1月23日に開業した。

## 駅構造
単式ホーム1面1線と島式ホーム1面2線、合計2面3線のホームを有する。

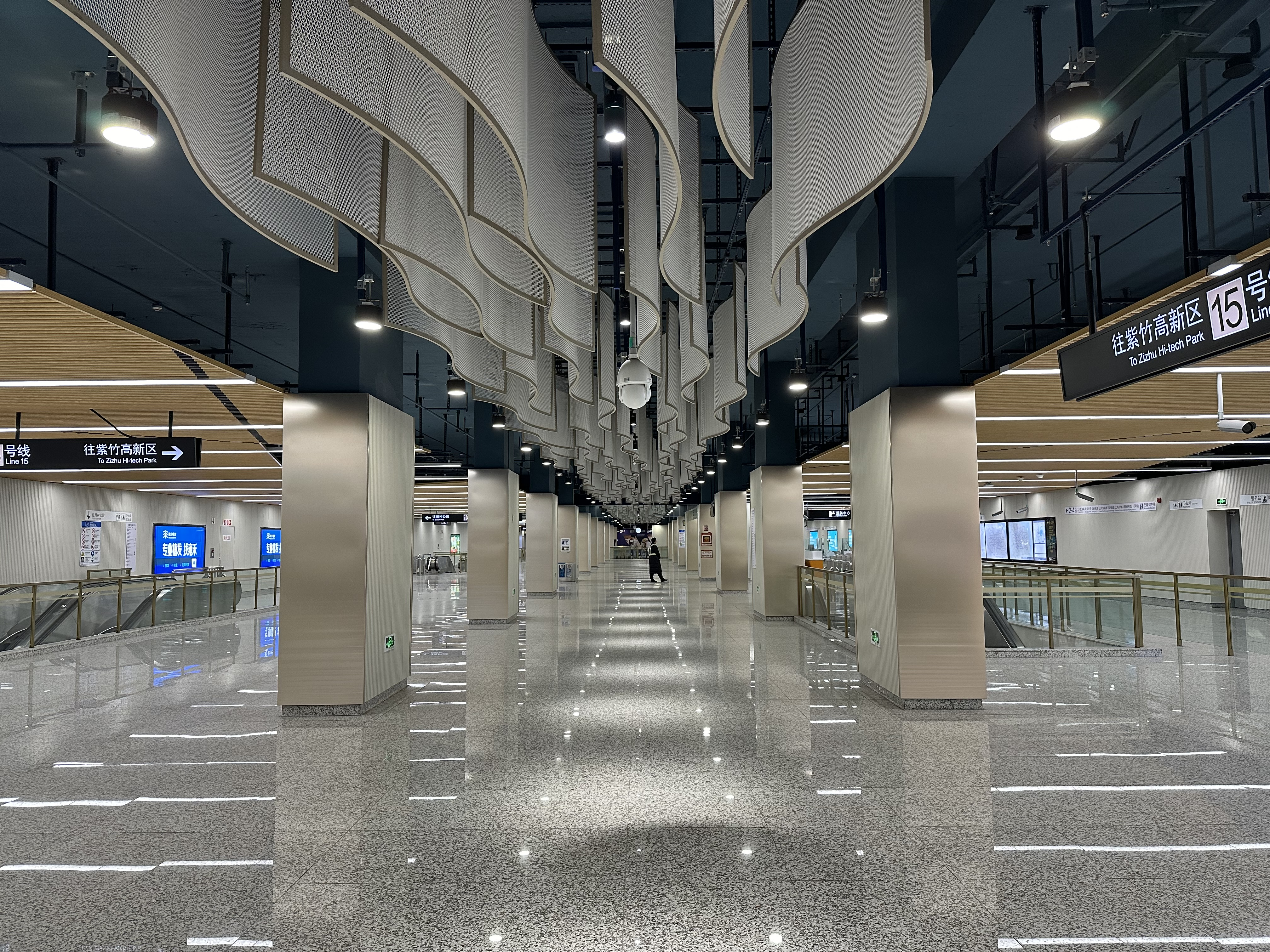
コンコース

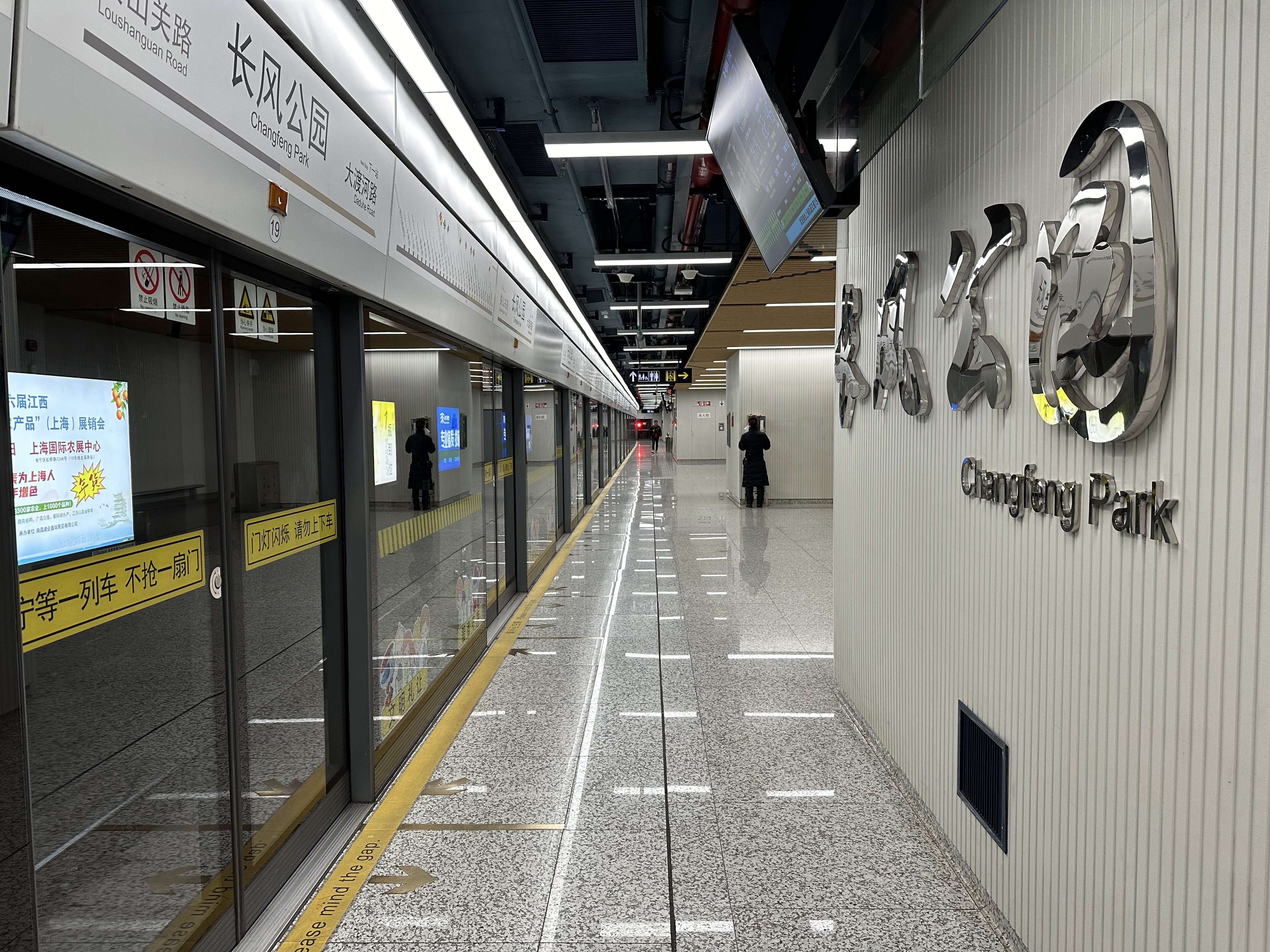
顧村公園方面プラットホーム

### のりば
| ホーム | 路線   | 行先           |
| ------ | ------ | -------------- |
| ①      | 15号線 | 紫竹高新区方面 |
| ②      | 15号線 | 留置線         |
| ③      | 15号線 | 顧村公園方面   |

## 駅出口
出口は4カ所あり、3番出口付近の雲嶺東路の地下通路からは隣接する長風大悦城に、5番出口付近の地下通路からは隣接する国浩長風城に通じている。
- 2号出口 - 大渡河路、長風公園、上海少年児童図書館（長風館）
- 3号出口 - 雲嶺東路、雲嶺東路地下通路
- 4号出口 - 大渡河路、雲嶺東路
- 5号出口 - 大渡河路、同普路

## 駅周辺
- 長風公園
- 国盛中心
- 長風大悦城
- 華東師範大学中山北路校区

## 隣の駅
上海軌道交通
 15号線
大渡河路駅 - 長風公園駅 - 婁山関路駅